# Momotarō Dentetsu
Les jeux Momotarō Dentetsu (桃太郎電鉄, « Le chemin de fer électrique de Momotarō »), souvent abrégés en Momotetsu (桃鉄), sont une série de jeux vidéo de style plateau très populaire au Japon. Dans ces jeux, les joueurs voyagent en train, en bateau et en avion, et tentent d'acquérir de la richesse par le biais de transactions commerciales, d'achats de propriétés et de confrontations avec des entrepreneurs rivaux et des antagonistes comme le Dieu de la pauvreté (貧乏神, Binbōgami). Les jeux sont connus pour leur mélange de stratégie, de chance et d'humour, et sont souvent comparés à des jeux de société classiques comme le Monopoly, mais avec une touche japonaise distinctive.
La série a débuté en 1988 avec un jeu développé par Hudson Soft pour la Famicom. Elle est devenue une franchise majeure au Japon, avec plusieurs suites et versions publiées au fil des ans. Elle était initialement produite par Hudson Soft, mais après l'absorption de Hudson par Konami en 2012, les droits de la franchise sont passés à Konami. Malgré une pause dans les sorties de nouveaux jeux, la série a connu un regain de popularité avec des versions récentes sur Nintendo 3DS et Nintendo Switch.
Considérée comme un classique du jeu de société numérique japonais, au même titre que Itadaki Street, Momotarō Dentetsu reste cependant une série largement méconnue en dehors du Japon et ne s'est jamais exportée à l'international en raison de ses références culturelles spécifiquement japonaises et de sa dimension éducative centrée sur la géographie du Japon, jusqu'en 2024, année où Momotarō Dentetsu: Showa, Heisei, Reiwa Mo Teiban! (ja) a bénéficié d'une traduction anglaise dans le cadre d'une édition asiatique multi-langues.

## Développement
Alors qu'Akira Sakuma (ja) et Yūji Horii discutent de nouveaux jeux, l'idée de créer un jeu basé sur le sugoroku est née. Sakuma y ajoute l'idée de Yoshiaki Tsutsumi (alors président du groupe Seibu), qu'il respectait beaucoup, qui consistait à « acheter des complexes touristiques et à construire des chemins de fer pour y accéder », et ils conçoivent le jeu Momotarō Dentetsu (ja). Horii, de son côté, imagine Itadaki Street. Momotarō Dentetsu est d'abord développé comme un jeu sans aucun lien avec Momotarō, mais lors de la décision du titre, ils choisissent de s'inspirer du jeu Momotarō Densetsu (en), déjà populaire sur Famicom, pour en faire Momotarō Dentetsu et y inclure des personnages tels que Momotarō.
L'équilibre du jeu repose sur l'hypothèse que le résultat est d'environ 70% de compétence et 30% de chance, permettant aux joueurs de battre des adversaires plus forts grâce à un coup de chance. Ce concept est inspiré du mah-jong.
Le jeu se déroule principalement à travers le Japon, et la structure de la carte est restée globalement inchangée, à quelques exceptions près. Cependant, comme il est basé sur le réseau de transport japonais (principalement ferroviaire), la carte est très vaste, avec entre 60 et 100 cases d'un bout à l'autre selon les opus. L'univers du jeu repose sur l'idée de contribuer au développement et à la prospérité du Japon en voyageant à travers le pays en train pour acheter des propriétés. Cette idée vient de l'influence de Sakuma, qui a grandi près d'une gare et voulait revitaliser les villes. De plus, les propriétés alimentaires apparaissant dans la série sont basées sur des recherches et des dégustations effectuées par Sakuma. Concernant la sélection des propriétés, Shōji Masuda (ja), impliqué dans la production de la série, choisit principalement des installations et des entreprises existantes depuis longtemps. Les installations ou entreprises temporaires, comme les centres commerciaux, sont souvent exclues.
Certaines gares ne permettent pas l'achat de propriétés. Par exemple, « les gares négatives » où l'argent du joueur diminue sont basées sur des gares que Sakuma a réellement visitées et qui lui ont laissé une mauvaise impression ou alors où il a eu des difficultés à se déplacer. De plus, dans l'édition nationale, la route maritime de la mer du Japon a de nombreuses « gares négatives » en raison de la « dureté de la mer du Japon en hiver ». Dans Momotarō Dentetsu 12: Nishinihon Hen mo ari Masse! (ja), les autoroutes sont également difficiles en raison de leur coût. En général, les routes maritimes ont de nombreuses « gares négatives » car « les ferries, qui transportent des voitures, ne sont pas particulièrement rapides ». De plus, Hokkaidō a beaucoup de neige, ce qui rend les déplacements difficiles, donc de nombreuses « gares négatives » y sont placées.
Les paysages dans le jeu sont créés par Takayuki Doi (ja), le directeur artistique, qui s'inspire des paysages qu'il a vus lors de ses recherches. Cependant, comme il n'est pas à l'aise avec la création de paysages uniquement beaux, il ajoute des éléments humoristiques, comme dans les illustrations de calendrier en début de mois ou les cartes urbaines de V, similaires aux bandes dessinées en une case qu'il dessinait lorsqu'il était membre du club de Manga de l'université de Waseda. Concernant les personnages, Takayuki utilisait des crayons de couleur à l'époque de la Famicom. Depuis qu'il utilise un ordinateur, il scanne ses croquis encrés et les colore avec Adobe Photoshop. De plus, de nombreux personnages du jeu sont basés sur des connaissances de Takayuki. À partir du onzième opus, les méthodes de rendu CG des paysages et des personnages et les designs d'interface utilisateur ont été unifiés. De plus, dans les titres utilisant des sources audio en streaming, les sources audio créées par chaque compositeur sont jouées telles quelles dans le jeu. Cependant, les méthodes de rendu CG et les designs d'interface utilisateur ont été modifiés dans l'opus Momotarō Dentetsu: Showa, Heisei, Reiwa Mo Teiban! (ja) sorti en 2020.
Sakuma préfère que les tests de jeu soient effectués par des comédiens, car ils sont éloquents. Il a une fois loué une salle dans une station de télévision d'Osaka pour que les comédiens puissent tester le jeu librement. C'est ainsi que Tomonori Jinnai (en), qui fréquentait souvent la salle de test, a été choisi pour apparaître dans une publicité. De plus, il existe des « cartes » dans le jeu qui aident à avancer ou à entraver les autres. Certaines de ces cartes ont été inspirées par des événements survenus lors des tests de jeu par des comédiens, comme suit :
- La « carte Chibaba » dans les opus III et DX vient d'une erreur de saisie du nom par un membre de l'équipe de production nommé Chiba, qui a appuyé plusieurs fois sur le bouton et a entré « Chibaba ». L'effet exagéré de la carte est dû au fait que Chiba aimait les cartes « exagérées ». Dans Super Momotarō Dentetsu DX (ja), lorsque l'effet se produit, Chiba apparaît en fundoshi au lieu d'un hélicoptère. De plus, des bandes dessinées en quatre cases mettant en scène Chiba, dessinées par Takayuki Doi, intitulé La Loi de Chibaba et La Loi de Chibaba 2, sont publiées dans Super Momotarō Dentetsu III Ultimate Book et Super Momotarō Dentetsu DX Ultimate Book publiés par KK Bestsellers.
- Dans le Famicon Magazine (ja), une technique fictive du troisième opus intitulée « Aller à la voie lactée » a été présentée . Après avoir vu cela, Sakuma a fidèlement reproduit cette technique fictive et l'a adoptée sous le nom de « Carte voie lactée » à partir de DX.
- La « Carte d'échange » qui cause d'énormes dommages si elle n'est pas éliminée dans un certain nombre de tours vient du fait qu'Akihiro Kimura (ja) du duo Buffalo Goro (ja) ne pouvait pas se souvenir des cartes en main lors des tests de jeu.
- La « Carte du tigre aux aguets » qui fait augmenter l'argent chaque mois si un autre joueur que le premier la possède, est née d'une déclaration de Jun Itoda (en) de Speedwagon (ja), qui ne connaissait pas Momotetsu, lors d'une session de discussion de Momo no Jin![7].

### Circonstances menant à la fin temporaire de la série
Le jeu Momotarō Dentetsu 2012 (titre provisoire) prévu pour l'hiver 2011 sur Wii est annoncé comme annulé par Sakuma lui-même en raison des considérations pour les victimes du tremblement de terre de Tōhoku le 11 mars de la même année,. Sakuma écrit : « Il serait trop triste qu'il n'y ait pas de propriétés dans les zones sinistrées, et trop étrange que les propriétés existantes apparaissent fièrement comme si de rien n'était ». La production du nouvel opus devait reprendre une fois que le Tōhoku commencerait à se reconstruire. Il exprime son intention de créer une édition « Reconstruction du Tōhoku » avec la région reconstruite sur la carte.
La série, qui voit la sortie de nouveaux opus tous les ans ou presque sur diverses plateformes depuis le premier opus, prend fin avec la sortie de l'application mobile Momotarō Dentetsu TOKAI le 1er février 2012, mettant fin à une longue série de plus de 23 ans. À cette occasion, Sakuma déclare qu'il n'a pas l'intention de créer de nouveaux opus en raison de problèmes survenus entre le personnel restant chez Konami Digital Entertainment, qui a absorbé Hudson, et le fait que l'équipe de développement Kawada, qui avait travaillé sur les œuvres depuis le onzième opus, avait quitté l'entreprise.
Bien que la série ait temporairement pris fin, le 26 juillet de la même année, le jeu de société Momotarō Dentetsu Board Game: Dai Donden Gaeshi no Maki est produit sous la supervision de Sakuma et publié par Takara Tomy Arts (ja). Cela est réalisé grâce à la compréhension par Takara Tomy Arts du souhait de Sakuma de « créer un jeu de société accessible aux enfants et aux adultes, revenant à l'origine ». Le jeu comprend deux types de cartes, le Japon et le monde, et les règles ont été améliorées pour le jeu de plateau. Le nombre de joueurs est de 2 à 6.
Le 2 juin 2015, Sakuma annonce officiellement la fin de la série sur Twitter,. Il est révélé que Konami n'avait pas répondu à sa proposition,. En réponse, Konami exprime son intention de continuer la série en déclarant qu'ils continuaient à discuter avec Sakuma,. De plus, il est révélé que l'édition « Reconstruction du Tōhoku », dont il avait précédemment parlé de la conception, était déjà terminée.
De plus, Fruits Travelers, un jeu pour smartphone distribué par Ubiquitous Entertainment depuis mars 2015, est une œuvre qui reprend le système de cette série, avec des designs de personnages de Takayuki Doi. Dans cette œuvre, où les fruits sont le thème, des terres qui ont prospéré en tant que régions productrices de fruits, mais qui ne sont pas des gares de propriétés dans cette série, apparaissent en tant que cases de propriétés, et le point de départ est le marché d'Ōta. Izawa, qui a participé à cette série en tant que collaborateur de scénarios, est également impliqué dans la production de cette œuvre.

### Relance de la série
- Momotarō Dentetsu 2017: Tachiagare Nippon!!

Lors du Nintendo Direct du 1er septembre 2016, il est annoncé que le prochain opus de la série, intitulé Momotarō Dentetsu 2017: Tachiagare Nippon!! (ja), serait édité par Nintendo sur Nintendo 3DS. La série est ainsi relancée après environ 4 ans sans nouveauté, et le jeu sort le 22 décembre 2016.
Le développement est réalisé par Valhalla Game Studios (en), où travaillent des membres de l'équipe Kawada de l'époque Hudson, tels que Tadayuki Kawada, qui était le producteur de développement chez Hudson, le programmeur Toshisuke Tanaka, et Naoyuki Tsuji, responsable financier, entre autres, et qui avait un bureau à Sapporo. De plus, Shōji Masuda, qui était absent depuis les trois derniers œuvres, a également participé. Les designs des personnages, à l'exception de Momotarō et Binbōgami, ont été modifiés pour s'adapter à l'époque, et la majorité d'entre eux ont été redessinés par des amis de Sakuma (Takashi Kitami, Yōsuke Tamori, Taku Koi, Mitsuru Ebinami, Seisuke Ōkawa, Daichi Manjō, Tomoichi Ichimonji, Akira Nagoya) au lieu de Takayuki Doi.
- Momotarō Dentetsu: Showa, Heisei, Reiwa Mo Teiban!

Lors du Nintendo Direct du 5 septembre 2019, il est annoncé que le jeu Momotarō Dentetsu: Showa, Heisei, Reiwa Mo Teiban! (ja) sortira en 2020 sur Nintendo Switch. Dans cet opus, l'éditeur a de nouveau changé pour devenir Konami Digital Entertainment (KDE-J), qui a absorbé Hudson, et c'est la première fois que la série Momotarō Dentetsu est publiée par KDE-J.
Noriaki Okamura, le producteur général de Konami, avait déclaré à Sakuma et Masuda : « Je vais préparer le personnel et l'environnement nécessaires pour pouvoir le créer correctement sous ma responsabilité, alors pourriez-vous nous donner une autre chance ? ». De plus, Sakuma avait des regrets concernant les propriétés et les événements qu'il avait oubliés d'inclure, et il voulait créer un nouveau Momotetsu sans regrets,.
Concernant le design des personnages, Masuda explique que « c'est une décision prise pour préserver la série à l'avenir ». Kawada de l'équipe Kawada fonde la société MOMO en 2019 et participe au développement en sous-traitance.
En ce qui concerne les remakes des œuvres passées, cela est devenu impossible car Hudson avait jeté les programmes antérieurs au onzième opus en septembre 2010,,, mais le portage est réalisé sous la forme de l'inclusion de la version PC-Engine du deuxième opus dans la PC-Engine Mini. Il s'agit du premier exemple de portage des œuvres passées de la série par émulation. Plus tard, le portage de la version Famicom de SUPER est réalisé sous la forme d'un code de téléchargement inclus comme bonus pour l'achat anticipé de Reiwa. Dans les deux cas, le portage est développé par M2.

## Liste des jeux

### Titres consoles
1. Momotarō Dentetsu (桃太郎電鉄?) (Famicom : 02-12-1988)
2. Super Momotarō Dentetsu (スーパー桃太郎電鉄?) (PC Engine : 15-09-1989, Game Boy : 08-03-1991, Famicom : 20-03-1992)
3. Super Momotarō Dentetsu II (スーパー桃太郎電鉄II?) (PC Engine : 20-12-1991, Super Famicom : 07-08-1992, Game Boy :18-02-1994)
4. Super Momotarō Dentetsu III (スーパー桃太郎電鉄III?) (Super Famicom : 09-12-1994)
  - Super Momotarō Dentetsu 3 (スーパー桃太郎電鉄3?) (Game Gear : 15-12-1995[28])
5. Super Momotarō Dentetsu DX (スーパー桃太郎電鉄DX?) (Super Famicom : 08-12-1995)
6. Momotarō Dentetsu HAPPY (桃太郎電鉄HAPPY?) (Super Famicom : 06-12-1996)
7. Momotarō Dentetsu 7 (桃太郎電鉄7?) (PlayStation : 23-12-1997)
8. Momotarō Dentetsu jr.: Zenkoku Ramen Meguri no Maki (桃太郎電鉄jr. 〜全国ラーメンめぐりの巻〜?) (Game Boy : 31-07-1998)
9. Momotarō Dentetsu V (桃太郎電鉄V?) (PlayStation : 16-12-1999)
10. Momotarō Dentetsu X: Kyushu Version (桃太郎電鉄X 〜九州編もあるばい〜?) (PlayStation 2 : 13-12-2001)
11. Momotarō Dentetsu 11: Black Bombee Shutsugen! No Maki (桃太郎電鉄11 ブラックボンビー出現!の巻?) (PlayStation 2 & GameCube : 05-12-2002)
12. Momotarō Dentetsu 12: Nishinihon Hen mo ari Masse! (桃太郎電鉄12 西日本編もありまっせー!?) (PlayStation 2 & GameCube : 11-12-2003)
13. Momotarō Dentetsu USA (桃太郎電鉄USA?) - (PlayStation 2 : 18-11-2004)
14. Momotarō Dentetsu G: Make a Gold Deck! (桃太郎電鉄G 〜ゴールド・デッキを作れ!?) (Game Boy Advance : 30-06-2005)
15. Momotarō Dentetsu 15: Godai Bombi Toujou! No Maki (桃太郎電鉄15 〜五大ボンビー登場!の巻?) (PlayStation 2 : 08-12-2005)
16. Momotarō Dentetsu 16: Moving in Hokkaido! (桃太郎電鉄16 〜北海道大移動の巻!?) (PlayStation 2 : 07-12-2006, Wii : 19-07-2007)
  - Momotarō Dentetsu 16 GOLD (桃太郎電鉄16 GOLD?) (Xbox 360 : 06-12-2007)[28]
17. Momotarō Dentetsu DS: TOKYO & JAPAN (桃太郎電鉄DS 〜TOKYO&JAPAN?) (Nintendo DS : 26-04-2007)
18. Momotarō Dentetsu 20th Anniversary (桃太郎電鉄20周年?) (Nintendo DS : 18-12-2008)
19. Momotarō Dentetsu 2010: Sengoku Ishin no Hero Daishūgō! No Maki (桃太郎電鉄2010 〜戦国・維新のヒーロー大集合!の巻?) (Wii : 26-11-2009)
20. Momotarō Dentetsu Tag Match: Yūjō Doryoku Shōri No Maki (桃太郎電鉄タッグマッチ 友情・努力・勝利の巻!?) (PlayStation Portable : 15-07-2010)
21. Momotarō Dentetsu World (桃太郎電鉄WORLD?) (Nintendo DS : 02-12-2010)
22. Momotarō Dentetsu 2017: Tachiagare Nippon!! (桃太郎電鉄2017 たちあがれ日本!!?)  (Nintendo 3DS : 22-12-2016)[29]
23. Momotarō Dentetsu: Showa, Heisei, Reiwa Mo Teiban! (桃太郎電鉄 〜昭和 平成 令和も定番!〜?) (Nintendo Switch : 19-11-2020)
24. Momotarō Dentetsu World: Chikyuu wa Kibou de Mawatteru! (桃太郎電鉄ワールド 〜地球は希望でまわってる!〜?) (Nintendo Switch : 16-11-2023)

### Titres mobiles
- Momotarō Dentetsu TOKYO (桃太郎電鉄TOKYO?) (i-mode : 07-02-2005, EZweb : 26-01-2006, Yahoo! Keitai (Yahoo!ケータイ?) : 02-04-2007)
- Momotarō Dentetsu JAPAN (桃太郎電鉄JAPAN?) (i-mode : 01-11-2005, EZweb : 10-08-2006, Yahoo! Keitai : 02-04-2007)
  - Momotarō Dentetsu JAPAN Deluxe (桃太郎電鉄JAPAN 豪華版?) (i-mode : 04-01-2007, EZweb : 03-04-2008)
- Momotarō Dentetsu WORLD (桃太郎電鉄WORLD?) (i-mode : 01-04-2006, EZweb : 01-02-2007, Yahoo! Keitai : 03-07-2007)
  - Momotarō Dentetsu WORLD Deluxe (桃太郎電鉄WORLD 豪華版?) (i-mode : 01-07-2007)
  - Momotarō Dentetsu WORLD Remote Play (桃太郎電鉄WORLD 遠距離対戦版?) (i-mode : 03-08-2009)
- Momotarō Dentetsu CHUBU (桃太郎電鉄CHUBU?) (i-mode : 01-11-2006, Yahoo! Keitai : 03-09-2007, EZweb : 06-09-2007)
- Momotarō Dentetsu KANTO (桃太郎電鉄KANTO?) (i-mode : 01-05-2007, EZweb : 31-01-2008, Yahoo! Keitai : 01-02-2008)
- Momotarō Dentetsu TOHOKU (桃太郎電鉄TOHOKU?) (i-mode : 01-11-2007, Yahoo! Keitai : 01-09-2008, EZweb : 04-09-2008)
  - Momotarō Dentetsu TOHOKU Deluxe (桃太郎電鉄TOHOKU 豪華版?) (i-mode : 04-01-2008)
- Momotarō Dentetsu HOKKAIDO (桃太郎電鉄HOKKAIDO?) (i-mode : 01-06-2008, Yahoo! Keitai : 02-02-2009, EZweb : 11-02-2009)
- Momotarō Dentetsu KYUSHU (桃太郎電鉄KYUSHU?) (i-mode : 01-02-2009)
- Momotarō Dentetsu SETOUCHI (桃太郎電鉄SETOUCHI?) (i-mode : 01-09-2009)
- Momotarō Dentetsu KINKI (桃太郎電鉄KINKI?) (i-mode : 01-03-2010)
- Momotarō Dentetsu AOMORI (桃太郎電鉄AOMORI?) (i-mode : 01-11-2010)
- Momotarō Dentetsu SHIZUOKA (桃太郎電鉄SHIZUOKA?) (i-mode : 01-05-2011)
- Momotarō Dentetsu TOKAI (桃太郎電鉄TOKAI?) (i-mode : 01-02-2012)

## Règles de base

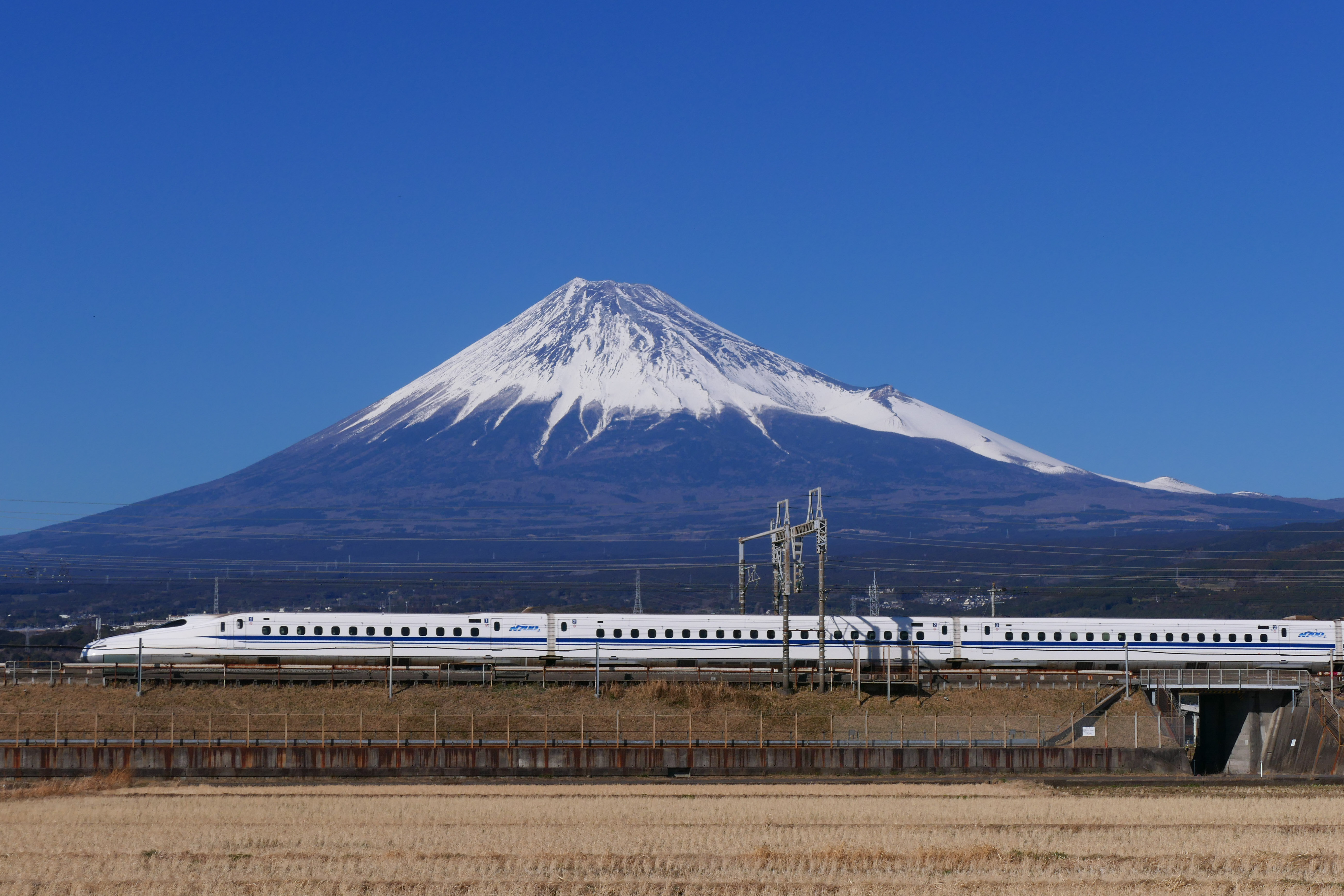
Image de l'écran de chargement

Les règles du premier opus, Momotarō Dentetsu (ja) (nommé ci-après « l'original »), diffèrent considérablement. Ici, nous expliquons les règles de base à partir du deuxième opus, Super Momotarō Dentetsu (ja) (nommé ci-après « SUPER »). Tout d'abord, les paramètres du jeu tels que le nombre de joueurs, le nombre d'années et l'ordre des tours sont configurables. Le jeu peut accueillir de 2 à 4 joueurs (certains opus permettent jusqu'à 5 joueurs), et si le nombre de joueurs est insuffisant, l'ordinateur peut prendre le relais. Les couleurs des pions en forme de locomotive (certains sont des trains électriques) sont les suivantes : bleu pour le joueur 1, rouge pour le joueur 2, jaune pour le joueur 3, vert pour le joueur 4, et violet pour le joueur 5. Après la configuration, une « destination » à atteindre est déterminée par une roulette, et le jeu commence. Les joueurs deviennent présidents de compagnies de chemin de fer, parcourent le Japon pour acheter des « propriétés » afin d'augmenter leurs revenus, et la victoire est déterminée par les actifs totaux.

### Déroulement du jeu
La gare de destination est d'abord déterminée par une roulette. Les joueurs lancent à tour de rôle un dé et avancent leur locomotive du nombre de cases indiqué par le dé, en s'arrêtant aux gares pour atteindre la destination. Les joueurs sont libres de choisir la direction dans laquelle ils avancent, tant qu'ils restent sur le parcours. En plus des locomotives, selon les opus, divers moyens de transport peuvent apparaître, tels que des trains électriques, des trains galactiques, des ferrys, des croiseurs, des bateaux à aubes, des avions, des navettes spatiales, des rovers lunaires, des diligences, des sous-marins, des bateaux à grande vitesse, des avions à hélice, des avions bimoteurs, des jets, des avions supersoniques, des avions à la vitesse de la lumière, etc.
Les gares peuvent augmenter ou diminuer l'argent du joueur, donner des cartes, permettre l'achat de propriétés, ou encore déplacer le joueur vers un autre endroit. Elles peuvent aussi relier différentes routes terrestres, maritimes ou aériennes.
Lorsque tous les joueurs ont terminé leur tour, un mois s'écoule et on passe au mois suivant. Dans cette série, une année commence en avril et se compose de 12 tours jusqu'en mars. À la fin du mois de mars, un « bilan » est effectué, annonçant les revenus des propriétés et les résultats intermédiaires.
Jusqu'au neuvième opus, Momotarō Dentetsu V (ja), une année était composée de 11 tours d'avril à février, et le mois de mars était réservé au « bilan et à l'annonce intermédiaire » (mars n'était pas compté comme un tour).

### Propriétés
Lorsqu'un joueur s'arrête à une gare avec des propriétés, il peut acheter des « propriétés » préparées à l'avance pour chaque gare. Dans cette série, les propriétés représentent des industries variées à travers le Japon, telles que des magasins, des usines, des champs, etc. Elles sont généralement classées en six catégories selon les opus : alimentation, tourisme, pêche, commerce, industrie, et agriculture et sylviculture. Certains opus incluent également des événements d'actualité comme les Jeux olympiques de Nagano ou l'Exposition universelle d'Aichi. Dans certains opus à partir de Super Momotarō Dentetsu DX (ja), des catégories supplémentaires telles que divertissement, chaînes, mines, art, fabrication, et médical apparaissent.
Chaque propriété a un prix différent, et en général, une propriété peut être achetée en payant un montant égal à sa valeur. Par exemple, avec 10 millions de yens en poche, si un joueur achète une propriété valant 10 millions de yens, il se retrouve avec « 0 yen en poche et une propriété valant 10 millions de yens », mais ses actifs totaux restent à 10 millions de yens. Ici, l'achat signifie « acquérir les droits de propriété », et une propriété déjà achetée par quelqu'un d'autre ne peut généralement pas être achetée. De plus, les propriétés détenues ne peuvent pas être librement vendues ou éliminées.
Cependant, si un joueur a un solde négatif (dette), il doit vendre ses propriétés sur place pour rembourser la dette. Le montant de la vente est la moitié de la valeur de la propriété (y compris les augmentations de capital). Si un joueur n'a aucune propriété à vendre, la dette reste, mais comme cette série n'a pas de concept de game over, le jeu peut continuer même avec une dette importante. Il peut également arriver que des propriétés soient perdues en raison de catastrophes ou de personnages nuisibles.
Posséder des propriétés rapporte des revenus lors du bilan à la fin de l'année, où tous les revenus des propriétés détenues sont ajoutés à l'argent en poche. Le montant du revenu est calculé comme suit : « prix de la propriété × taux de revenu de la propriété ». Par exemple, une propriété valant « 10 millions de yens avec un taux de revenu de 50% » rapportera « 10 millions de yens × 50% = 5 millions de yens » chaque année lors du bilan. Comme chaque propriété a un taux de revenu différent, les revenus varient en fonction de ces taux lors du bilan. Certaines propriétés ont même un taux de revenu négatif, causant des pertes chaque année lors du bilan (mais elles peuvent avoir des événements spéciaux de revenus). De plus, si un joueur possède toutes les propriétés d'une gare, il obtient un « monopole », et les revenus des propriétés de cette gare sont doublés lors du bilan (les pertes des propriétés à taux négatif sont réduites de moitié).
Du deuxième au seizième opus, les joueurs peuvent « augmenter le capital » des propriétés pour les renforcer. La méthode consiste à « racheter une propriété déjà achetée ». Le montant nécessaire pour l'augmentation de capital est égal au prix original de la propriété. Si un joueur se défait d'une propriété, toutes les augmentations de capital précédentes deviennent nulles.

### Cartes
En utilisant des cartes au lieu de lancer le dé, les joueurs peuvent avancer plus rapidement que la normale ou lancer diverses attaques contre d'autres joueurs. Si un joueur possède une carte, il peut l'utiliser pendant son tour. Cependant, lors d'un tour où une carte est utilisée, le joueur ne peut généralement pas lancer le dé pour se déplacer normalement, ce qui met fin à son tour, bien que certaines cartes dans certains opus permettent de continuer le tour après utilisation. Il existe également des cartes qui ne peuvent être utilisées que lorsque le joueur s'arrête à certaines gares, ou des cartes qui ont un effet simplement en les possédant. Les cartes ne sont pas comptabilisées dans les actifs.
Les cartes peuvent être obtenues en les ramassant sur des cases jaunes, en les achetant dans des gares de vente de cartes, ou en les recevant lors d'événements. Contrairement aux propriétés, les cartes sont des objets physiques qui peuvent être obtenues ou perdues. Par conséquent, il est impossible pour quelqu'un de ramasser une carte jetée, et inversement, il n'y a pas de limite au nombre total de cartes disponibles.

### Destination
Le premier joueur à atteindre exactement la gare de destination reçoit une subvention importante, ce qui constitue un grand avantage pour augmenter ses actifs, incitant ainsi une course pour atteindre la destination. Le joueur le plus éloigné de la destination se voit affligé du Dieu de la pauvreté (貧乏神, Binbōgami). Ce joueur est déterminé par le nombre de cases dans le chemin le plus court depuis la destination, et non par la distance en ligne droite. Ensuite, une nouvelle destination est déterminée par une roulette, et les joueurs se dirigent à nouveau vers cette nouvelle destination.

### Binbōgami
Si un joueur termine son tour avec le Dieu de la pauvreté (貧乏神, Binbōgami), ce dernier commet divers méfaits qui désavantagent le joueur. Si un joueur se superpose ou croise un autre joueur, il peut transférer le Binbōgami à l'autre joueur sur place. Inversement, si un joueur passe sur la case d'un joueur portant le Binbōgami,il se retrouve lui-même affligé du Binbōgami.
Le Binbōgami ne cause pas que des désavantages ; parfois, il peut acheter des cartes utiles ou, avec de la chance, apporter des revenus supplémentaires. Cependant, plus un joueur est affligé longtemps par le Binbōgami, plus il est désavantagé. Ainsi, pour augmenter ses actifs de manière stable, il est important d'éviter le Binbōgami. Le jeu est conçu de sorte que si un joueur évite le Binbōgami, il a 60% de chances de gagner.

### Catastrophes
Des catastrophes peuvent survenir aléatoirement pendant le jeu, et si un joueur possède des propriétés dans la ville touchée, il doit payer les dommages. Cependant, les droits de propriété des propriétés ne disparaissent généralement pas.
Les catastrophes varient selon les opus, mais peuvent inclure des éruptions volcaniques, des typhons, de fortes chutes de neige, des tsunamis, des mauvaises récoltes, des pannes de courant majeures, des vagues de chaleur, des tornades, des incendies de forêt, des pluies torrentielles, des séismes majeurs, des séismes volcaniques, des essaims de criquets, et des sécheresses.

### Fin du jeu
Le jeu se termine après avoir joué le nombre d'années configuré, et le joueur avec le plus d'« actifs totaux » à ce moment-là gagne. Les actifs totaux sont la somme de l'argent en poche, de la valeur totale des propriétés détenues, et des revenus de la dernière année.

### Trois prix (Sanshō)
Il s'agit d'un terme général pour les récompenses décernées aux joueurs qui possèdent le plus des propriétés suivantes à la fin du jeu. Des prix en argent sont offerts en fonction du nombre d'années de jeu. Les récompenses incluent « Roi de l'alimentation », « Roi de l'agriculture et de la sylviculture », « Roi de l'industrie », « Roi de la pêche », et « Roi du divertissement ».
Ces récompenses ont été abolies dans le quinzième opus.

### Momotarō Land
Il s'agit de la propriété la plus chère apparaissant dans la plupart des opus de la série à la gare d'Okayama. Dans la version mobile, elle n'apparaît que dans SETOUCHI. Elle est absente dans SUPER, DS, 10, et 12. En particulier, dans 10, comme la région de Kyūshū est hors de la zone, elle n'apparaît pas, et la propriété la plus chère est Canaria City (20 milliards de yens) à la gare de Hakata. Dans USA, Nezumi World (10 milliards de dollars) à Orlando et dans la version DS de WORLD, Momotarō Land (4 billions de yens) à la gare de Momotarō Land dans la région du Kantō apparaissent à la place. Dans WORLD, après que le total des actifs de tous les joueurs dépasse 650 milliards de yens en janvier, ou à partir de janvier de la 40ème année, la gare Uluru Peace Park en Australie est débloquée, où six matériaux de construction pour Momotarō Land sont vendus comme propriétés (pour un total de 16,1 billions de yens), et en les monopolisant, Momotarō Land est complété.
Il s'agit d'une propriété fictive de la catégorie « propriété touristique ». Les réductions avec des cartes comme Gold Card ou Platinum Card, le paiement en plusieurs fois avec une « carte de crédit », ou l'aide de personnages comme Oidon ou Historical Hero ne s'appliquent pas, donc il faut plusieurs années pour l'acquérir. En plus des avantages à l'achat, comme pouvoir regarder une vidéo de parade (sauf dans « l'original » et la version mobile de SETOUCHI), recevoir une carte luxueuse, ou augmenter le taux de revenu de toutes les propriétés (y compris Momotarō Land elle-même, mais à l'exception des propriétés avec un taux de revenu variable chaque année et des chemins de fer) de +5% (du onzième opus à Tag Match, et 2017), ou pouvoir jouer à un mini-jeu (cinquième opus). La propriété dérivée Nezumi World dans USA a un avantage similaire où le taux de revenu est aléatoirement augmenté de +2 à +5%. De plus, dans 20th Anniversary, un mini-jeu inspiré de cette propriété est jouable dès le début.
À l'origine, cette propriété a été introduite comme « objectif final » du jeu, et en effet, dans « l'original » et le dixième opus, il existe un mode où l'objectif est d'acheter Momotarō Land. Cependant, pour les joueurs qui veulent continuer le jeu jusqu'à la fin de la période spécifiée même après avoir acheté cette propriété, un avantage d'augmentation du taux de revenu a été mis en place, et la conception rend difficile de s'en débarrasser. Cela a été fait dans le but de ne pas se débarrasser facilement de cette propriété, même après l'avoir acquise, et de continuer à jouer jusqu'à la fin de la période spécifiée.

## Raisons de la non-exportation
Depuis plus de trois décennies, la série Momotarō Dentetsu est restée exclusivement cantonnée au marché japonais, malgré son succès commercial constant dans l'archipel. Plusieurs facteurs expliquent cette absence de localisation internationale :
- Barrières culturelles et linguistiques : La principale raison de cette non-exportation réside dans les références culturelles profondément ancrées dans la société japonaise. Le jeu repose sur une connaissance approfondie de la géographie du Japon, avec des gares ferroviaires représentant fidèlement les lieux réels et leurs spécialités locales[31]. Les joueurs peuvent ainsi investir dans des maid cafés et des boutiques de produits dérivés d'anime à Akihabara, ou acheter des stands de biscuits pour cerfs à Nara[31]. Cette spécificité culturelle constitue un obstacle majeur pour les joueurs occidentaux qui ne maîtrisent pas le japonais et ne possèdent pas les références culturelles nécessaires pour apprécier pleinement l'expérience de jeu[31].
- Adaptation du contenu éducatif : Au-delà du simple divertissement, Momotarō Dentetsu possède une dimension éducative importante, permettant aux joueurs d'apprendre la géographie du Japon de manière ludique[32]. Cette fonction pédagogique, qui contribue largement à son succès au Japon, perdrait sa pertinence sur les marchés internationaux sans adaptation majeure du contenu.

Cette situation a cependant évolué en 2024 avec l'annonce de la première localisation officielle de la série. Momotarō Dentetsu: Showa, Heisei, Reiwa Mo Teiban! (ja) a bénéficié d'une traduction en anglais dans le cadre d'une édition asiatique multi-langues (avec le chinois traditionnel et le chinois simplifié), marquant une première dans l'histoire de la franchise,. Cette initiative représente un test pour évaluer la réceptivité du marché international à cette franchise typiquement japonaise.

## Événements spéciaux

### Statue de pierre de la gare de Kinashi
En 2002, une statue de pierre du jeu Momotarō Dentetsu est installée à la gare de Kinashi (en), située à Takamatsu, dans la préfecture de Kagawa, en référence à son surnom de « gare de Kinashi Momotarō ». Fabriquée par Miyoshi Stone Materials sous la supervision de Takayuki Doi, la statue représente le dieu de la pauvreté à gauche et Momotarō à droite, avec une locomotive en pierre au centre qui sert également de banc. Lors de la cérémonie d'inauguration le 31 mars de la même année, plusieurs personnalités étaient présentes, dont le président de la Shikoku Railway Company, le chef de la gare de Takamatsu, le gouverneur de la préfecture de Kagawa, des membres du conseil de la préfecture de Kagawa, le maire de Takamatsu, des membres du conseil municipal de Takamatsu, le président de l'association communautaire unie de Kinashi, le président de l'association de promotion commerciale de Kinashi, le président de l'association sportive de Kinashi, le directeur de la gare de marchandises de Takamatsu, le président du comité de contre-mesures pour le transfert de Japan Freight Railway Company, le président de City FM (tous en poste à l'époque), ainsi que le directeur du jeu Akira Sakuma (ja), le designer de personnages Takayuki Doi (ja), les compositeurs Kazuaki Miyaji (ja) et Ike Tsuyoshi (avec l'absence de Kazuyuki Sekiguchi (en)), l'ancien vice-président de Hudson, Nakamoto Shinichi, et le directeur général Ōsato Sachio.

### Statue «La pauvreté s'en va» (singe)
En 2003, une statue intitulée « La pauvreté s'en va » (singe), inspirée du personnage du dieu de la pauvreté du jeu, est  installée au temple Myōsen-ji dans l'arrondissement de Taitō à Tokyo. Elle est dévoilée au public le 14 octobre de la même année. Pour commémorer cet événement, une tirelire en céramique est produite et vendue en édition limitée au temple.

### Rallye mobileMomotarō Dentetsu
Du 17 juillet au 7 novembre 2004, un événement intitulé « Rallye mobile Momotarō Dentetsu » a lieu dans toute la ville de Sasebo, dans la préfecture de Nagasaki, ou à l'intérieur du parc d'attraction Huis Ten Bosch. Pour participer, il fallait posséder un téléphone portable capable d'envoyer des e-mails et de naviguer sur Internet, et s'inscrire en payant des frais de participation. Les participants commençaient soit à « Anime World » à l'intérieur de Huis Ten Bosch, soit au « Centre d'information touristique de Sasebo » à la gare de Sasebo, et visitaient 14 endroits à Huis Ten Bosch ou 8 endroits dans la ville de Sasebo. En présentant une « carte IC » reçue au départ devant les posters affichés aux points de rallye, les participants recevaient un e-mail sur leur téléphone portable avec des quiz, des jeux et des événements pour augmenter leurs « actifs ». Il n'était pas nécessaire de visiter tous les points. En retournant à « Anime World » ou au « Centre d'information touristique de Sasebo » pour terminer le jeu, les participants recevaient un strap original Momotarō Dentetsu. Des personnages comme le dieu de la pauvreté, Ginji le pickpocket, et la tante d'Osaka faisaient également leur apparition.

### Boutique de produitsMomotarō Dentetsu
Ouverte le 1er juin 2006, cette boutique en ligne sur appareils mobiles permet d'acheter des produits célèbres de différentes régions du Japon apparaissant dans Momotarō Dentetsu. On y trouve des produits dérivés des personnages du jeu, comme la tirelire intitulée de la statue « La pauvreté s'en va » ou les « gâteaux de riz Momotetsu » fabriqués par Tsujisei Confectionery.

### Train décoréMomotarō Dentetsu× Chōshi Dentetsu

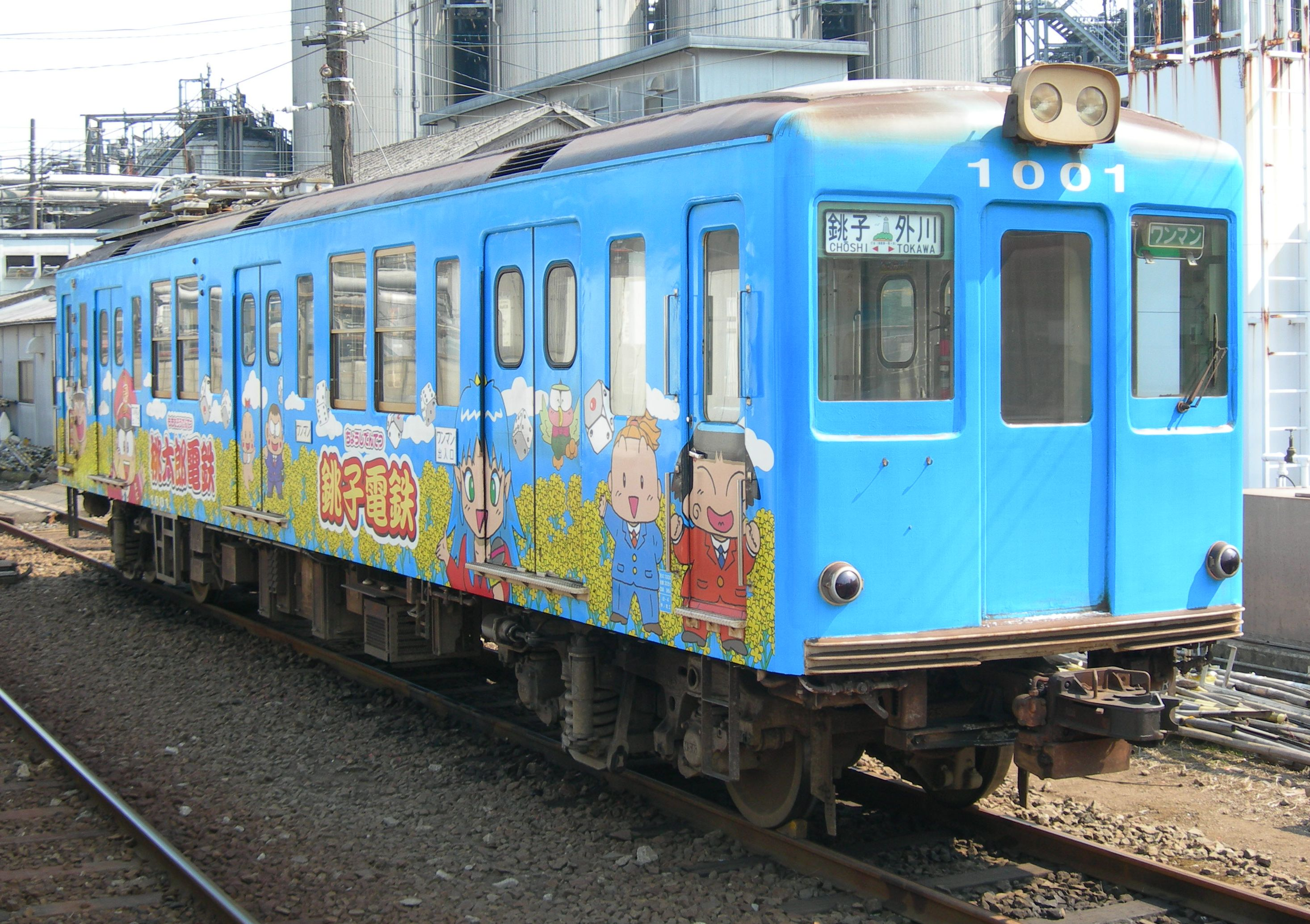
Train décoré de la compagnie Chōshi Dentetsu

À partir du 26 avril 2007, la compagnie Chōshi Dentetsu commence à faire circuler un train décoré aux couleurs de Momotarō Dentetsu. Lors de la cérémonie de départ du train, le directeur du jeu Akira Sakuma, le designer de personnages Takayuki Doi, et le directeur général de Hudson, Kōzuki Kaoru, étaient présents. L'introduction de ce train décoré est née du fait que Chōshi Dentetsu avait des difficultés à financer la réparation de la carrosserie de ses véhicules. Hudson a donc décidé de prendre en charge les coûts de réparation en échange de l'enveloppement du train. C'est la première fois que Chōshi Dentetsu introduit un train décoré de manière aussi élaborée. Le design du véhicule a été réalisé par Takayuki Doi et appliqué sur le véhicule Chōshi Dentetsu 1001.
Le train devait circuler pendant trois ans, mais en 2010, il est annoncé que sa circulation se poursuivrait. L'événement « Course tranquille du Chōshi Dentetsu au vent marin » dans le douzième opus a marqué le début de la relation entre la série Momotarō Dentetsu et Chōshi Dentetsu. Hudson a soutenu les efforts continus de Chōshi Dentetsu malgré ses difficultés de gestion, et une émission météorologique intitulée « Prévisions météorologiques chantées de Momotarō Dentetsu » a été diffusée sur Chiba TV, sponsorisée par Hudson. Dans le cadre de cette collaboration, trois statues en pierre représentant le dieu de la pauvreté et les personnages Inu, Saru et Kiji du jeu ont été installées dans trois gares de la compagnie (gares de Inubō, Nakanochō et Kasagami-Kuroha) le 4 août de la même année. De plus, ce train décoré a été commercialisé sous forme de modèle de jouets « Railway Collection » par TomyTec.
Le 16 mai 2012, il est annoncé que la circulation du train décoré prendrait fin le même jour. Jusqu'au 20 mai, il était possible de le voir dans le dépôt où il était stocké. Le train décoré et les trois statues du bonheur sont également apparus dans le film d'ouverture de l'opus 2010.

### Momotarō Dentetsuen vrai
En décembre 2013, un événement intitulé « Momotarō Dentetsu en vrai » (リアル桃太郎電鉄, Real Momotarō Dentetsu) a eu lieu à Nagasaki. Les participants devaient monter à bord du tramway de Nagasaki, en utilisant un dé, et répondre à des quiz posés à chaque gare.

## Incidents liés
- Le 2 février 2009, un homme est arrêté pour avoir envoyé un courriel de menace au site mobile de Momotarō Dentetsu géré par Hudson, contenant des messages tels que « Apportez-moi 80 billions de yens en cash à la gare de Takamatsu maintenant !! Sinon, j'enverrai une bombe à votre entreprise et je vous tuerai tous !! ». Lors de l'enquête, le suspect, un utilisateur de la série pour téléphones mobiles, avoue les faits en déclarant : « J'ai posté des demandes concernant le jeu[注 7], mais comme rien n'a été amélioré, j'ai voulu les embêter ». Les demandes concernaient des aspects du jeu tels que l'impossibilité de parcourir tout le pays en un maximum de 20 ans et la création d'un mode de 100 ans, ou encore le fait que le personnage de Ginji le pickpocket apparaissait trop souvent. À ce sujet, Sakuma a commenté sur son blog : « Qu'est-ce que c'est que ça, quel gâchis ! Les demandes concernant le jeu doivent être envoyées au « Laboratoire de recherche Momotetsu » ! Hé ! Nous réalisons les souhaits de tout le monde ici. [...] Au début, c'était peut-être à moitié une blague, mais ça a dû lui échapper. [...] Hmm... Je me demande quelles améliorations il voulait. C'est ça qui m'intrigue le plus[35] ».
- Le 25 septembre 2009, il est rapporté dans les médias que la police préfectorale d'Osaka a perquisitionné un établissement de divertissement pour adultes pour violation présumée de la loi sur le droit d'auteur, à la suite de l'utilisation non autorisée de personnages de Momotarō Dentetsu[36].